# Deutsche Volleyballmeisterschaft der B-Jugend 2013
Die Deutsche Volleyballmeisterschaft der B-Jugend 2013 wurde vom 4. bis 5. Mai ausgetragen. Bei den Jungen gewann der TSV Mühldorf im Endspiel gegen den VfB Friedrichshafen, bei den Mädchen der Schweriner SC gegen den Schweriner SC.
Als Titelverteidiger waren der VfB Friedrichshafen (männlich) bzw. der Dresdner SC (weiblich).

## Teilnehmende Mannschaften
Für die Finalrunde hatten sich gemäß ihren Platzierungen bei den Regionalmeisterschaften folgende Vereine qualifiziert:

### B-Jugend männlich
- Als Ausrichter: VCB Tecklenburger Land
- Regionalverband Nord: Schweriner SC (Regionalmeister), Eimsbütteler TV (Vizemeister)
- Regionalverband Nordwest: TV Baden (Regionalmeister), FC Schüttorf 09 (Vizemeister)
- Regionalverband Nordost: Netzhoppers Königs Wusterhausen (Regionalmeister), SCC Berlin (Vizemeister)
- Regionalverband West: VV Humann Essen (Regionalmeister), Moerser SC (Vizemeister)
- Regionalverband Ost: L.E. Volleys (Regionalmeister)
- Regionalverband Südwest: TuS Kriftel (Regionalmeister), TV Waldgirmes (Vizemeister)
- Regionalverband Südost: TSV Mühldorf am Inn (Regionalmeister) TuS Fürstenfeldbruck (Vizemeister)
- Regionalverband Süd: VfB Friedrichshafen (Regionalmeister), TV Rottenburg (Vizemeister)

Der Regionalverband Ost hatte im männlichen Bereich nur einen Startplatz für den Meister des Regionalverbandes (gemäß DVV-Länderranking 2013).

### B-Jugend weiblich
- Als Ausrichter: Volleyteam Berlin
- Regionalverband Nord: Schweriner SC (Regionalmeister)
- Regionalverband Nordwest: SCU Emlichheim (Regionalmeister), SF Aligse (Vizemeister)
- Regionalverband Nordost: SG Rotation Prenzlauer Berg (Regionalmeister), Energie Cottbus (Vizemeister)
- Regionalverband West: VC Essen-Borbeck (Regionalmeister), RC Borken-Hoxfeld (Vizemeister)
- Regionalverband Ost: Dresdner SC (Regionalmeister), SWE Volley-Team (Vizemeister)
- Regionalverband Südwest: VC Wiesbaden (Regionalmeister), TSV 1862 Biedenkopf (Vizemeister)
- Regionalverband Südost: Rote Raben Vilsbiburg (Regionalmeister), SV Lohhof (Vizemeister)
- Regionalverband Süd: VC Stuttgart (Regionalmeister), SVK Beiertheim (Vizemeister)

Der Regionalverband Nord hatte im weiblichen Bereich nur einen Startplatz für den Meister des Regionalverbandes (gemäß DVV-Länderranking 2013).

## Finalrunde männlich
ausgerichtet in Ibbenbüren vom VCB Tecklenburger Land
|  | Halbfinale          | Halbfinale |                     |              | Finale | Finale |
|  |                     |            |                     |              |        |        |
|  |                     |            |                     |              |        |        |
|  | VfB Friedrichshafen | 2          |                     |              |        |        |
|  | SCC Berlin          | 0          |                     |              |        |        |
|  |                     |            | VfB Friedrichshafen | 1            |        |        |
|  |                     |            |                     | TSV Mühldorf | 2      |        |
|  | TSV Mühldorf        | 2          |                     |              |        |        |
|  | Schweriner SC       | 0          |                     |              |        |        |
|  |                     |            |                     |              |        |        |

## Finalrunde weiblich
ausgerichtet in Berlin vom Volleyteam Berlin
|  | Halbfinale               | Halbfinale |               |                          | Finale | Finale |
|  |                          |            |               |                          |        |        |
|  |                          |            |               |                          |        |        |
|  | Schweriner SC            | 2          |               |                          |        |        |
|  | SV Lohhof                | 1          |               |                          |        |        |
|  |                          |            | Schweriner SC | 2                        |        |        |
|  |                          |            |               | Rotation Prenzlauer Berg | 0      |        |
|  | VC Essen-Borbeck         | 1          |               |                          |        |        |
|  | Rotation Prenzlauer Berg | 2          |               |                          |        |        |
|  |                          |            |               |                          |        |        |